# Camiguinhängpapegoja
Camiguinhängpapegoja (Loriculus camiguinensis) är en fågel i familjen östpapegojor inom ordningen papegojfåglar.

## Utseende och läte
Camiguinhängpapegoja är en mycket liten och grön papegoj. Den har även blått ansikte, orange näbb och ben samt rött på hjässa och övergump. Karakteristiskt är även en relativt långa och spetsiga övre näbbhalvan. Arten liknar filippinhängpapegojan, men har något längre stjärt och unik kombination av rött på hjässan och blått i ansiktet. Bland lätena hörs snabba "tsik-tsik-tsik!".

## Utbredning och systematik
Fågeln förekommer enbart på ön Camiguin i Filippinerna. Den beskrevs som ny för vetenskapen så sent som 2006, men behandlas av vissa som underart till filippinhängpapegoja (Loriculus philippensis)

## Status
IUCN erkänner den inte som art, varför den inte placeras i någon hotkategori. 